# Miguel Ángel Fraga

## Carrera
Arquero que jugó para Monarcas Morelia donde debutó en 2005 y en el Atlas Fútbol Club en la ciudad de Guadalajara, Estado de Jalisco. También ha militado en equipos del Ascenso MX.

## Clubes
| Club                      | País      | Año       |
| ------------------------- | --------- | --------- |
| Monarcas Morelia          | México    | 2005-2009 |
| Mérida FC                 | México    | 2009-2010 |
| Club Tijuana              | México    | 2010-2011 |
| Neza FC                   | México    | 2011-2013 |
| Delfines FC               | México    | 2013      |
| Querétaro FC              | México    | 2014      |
| Club Atlas de Guadalajara | México    | 2014-2019 |
| Club Universidad Nacional | México    | 2018-2019 |
| Correcaminos Fútbol Club  | México    | 2019-2020 |
| Mazatlán Fútbol Club      | México    | 2020-2021 |
| Correcaminos Fútbol Club  | México    | 2021      |
| Xelajú MC                 | Guatemala | 2021-2022 |
| Mineros de Zacatecas      | México    | 2022-2023 |
| Club Puebla               | México    | 2023-2024 |